# Oscar al miglior film
L'Oscar al miglior film (Academy Award for Best Picture), in precedenza noto come miglior produzione (Best Production) viene assegnato annualmente al film votato come migliore dall'Academy of Motion Picture Arts and Sciences (AMPAS), l'ente che dal 1929 assegna i premi Oscar. Fino al 1950, il premio è stato dato alla società di produzione mentre dal 1951 in poi è andato al produttore.
Questo premio è l'ultimo per ordine di annuncio della notte degli Oscar, ed è considerato il più prestigioso. Al 2019, ci sono stati 554 film che hanno ottenuto la candidatura al Miglior Film, e 91 vincitori. Di questi 91, 65 hanno vinto anche l'Oscar al miglior regista, e i due premi sono sempre stati strettamente correlati. Solo sei film nella storia degli Oscar hanno vinto il premio al Miglior Film senza ricevere la candidatura al Miglior regista: Ali, Grand Hotel, A spasso con Daisy, Argo, Green Book e I segni del cuore. Solo due registi hanno vinto l'Oscar senza che il loro film ottenesse la candidatura come miglior film: Lewis Milestone per Notte d'Arabia (premiato agli Oscar del 1929) e Frank Lloyd per Trafalgar (premiato agli Oscar dell'aprile 1930).

## Vincitori e candidati
L'elenco mostra il vincitore di ogni anno, seguito dagli altri candidati. Per ogni film sono indicati titolo italiano (se disponibile), titolo originale e regista.
Gli anni indicati sono quelli in cui è stato assegnato il premio e non quello in cui è stato interpretato il film. Nel 1930 si sono svolte due diverse edizioni del premio, una ad aprile ed una a novembre, mentre nel 1933 non è stato assegnato alcun premio. Per maggiori informazioni si veda la voce: Cerimonie dei premi Oscar.

### 1920
- 1929

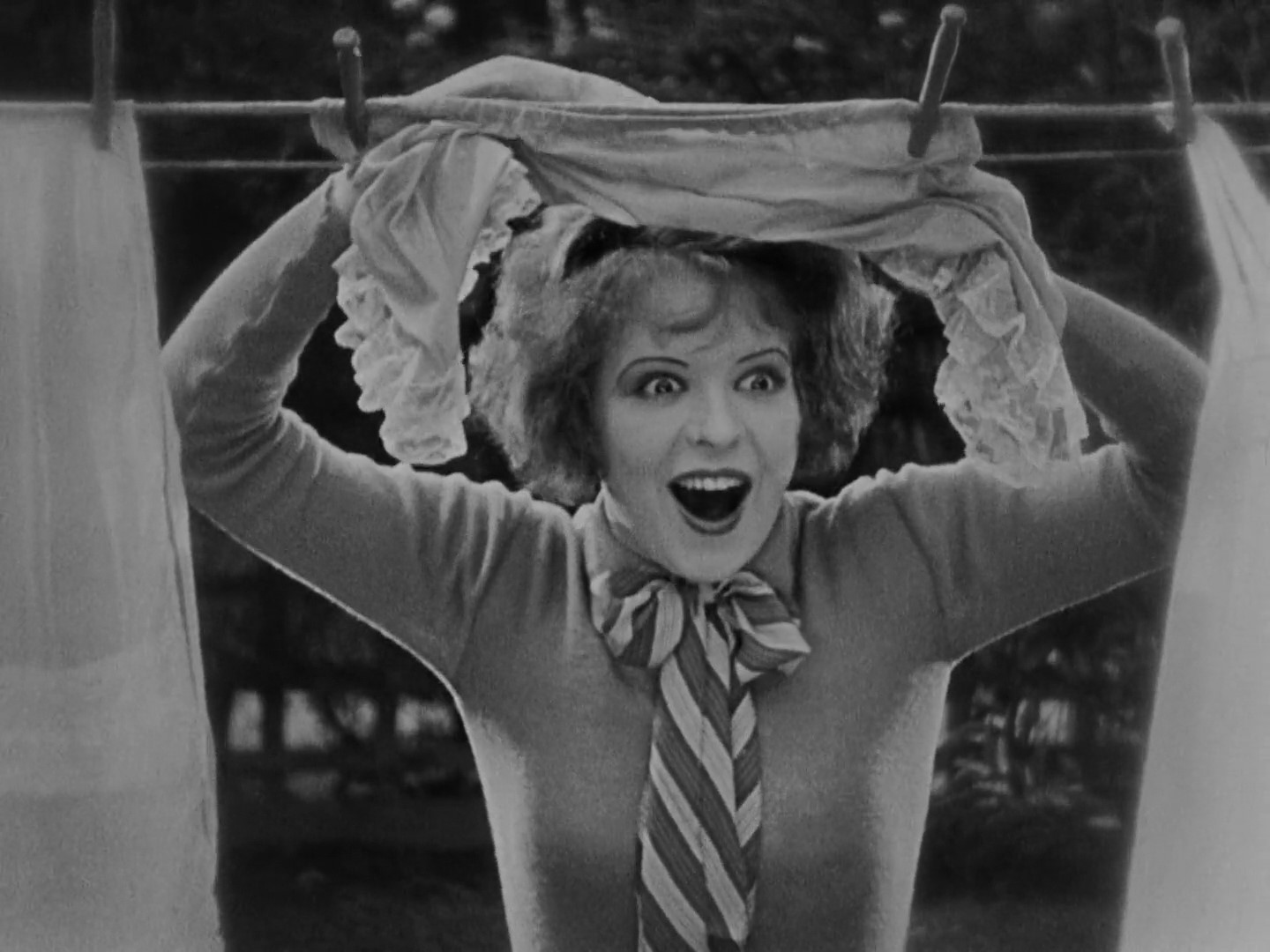
Clara Bow in Ali, vincitore per la miglior produzione nel 1929.

  - Ali (Wings), regia di William A. Wellman
  - The Racket, regia di Lewis Milestone
  - Settimo cielo (Seventh Heaven), regia di Frank Borzage

### 1930
- 1930 (aprile)

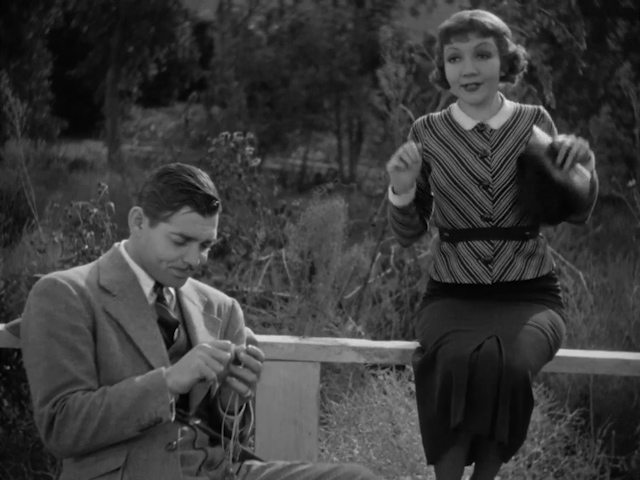
Clark Gable e Claudette Colbert in Accadde una notte, vincitore nel 1935.

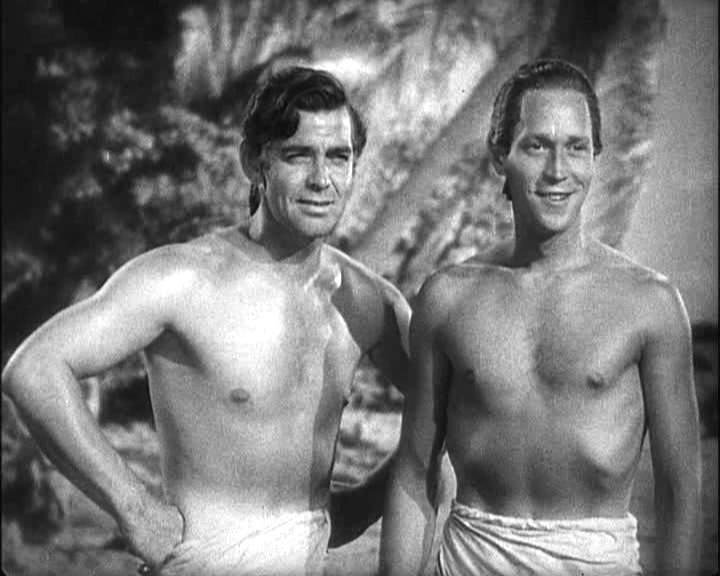
Clark Gable e Franchot Tone in La tragedia del Bounty, vincitore nel 1936.

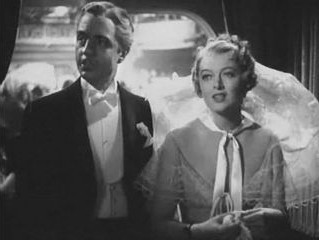
William Powell e Myrna Loy in Il paradiso delle fanciulle, vincitore nel 1937.

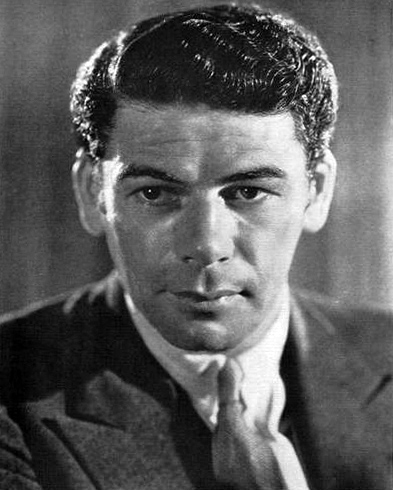
Paul Muni in Emilio Zola, vincitore nel 1938.

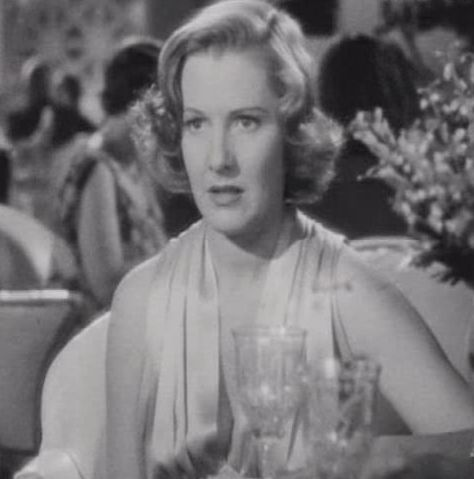
Jean Arthur in L'eterna illusione, vincitore nel 1939.

  - La canzone di Broadway (The Broadway Melody), regia di Harry Beaumont
  - Alibi, regia di Roland West
  - Hollywood che canta (The Hollywood Revue of 1929), regia di Charles Reisner
  - Notte di tradimento (In Old Arizona), regia di Irving Cummings e Raoul Walsh
  - Lo zar folle (The Patriot), regia di Ernst Lubitsch
- 1930 (novembre)
  - All'ovest niente di nuovo (All Quiet on the Western Front), regia di Lewis Milestone
  - Carcere (The Big House), regia di George W. Hill
  - Disraeli, regia di Alfred E. Green
  - La divorziata (The Divorcee), regia di Robert Z. Leonard
  - Il principe consorte (The Love Parade), regia di Ernst Lubitsch
- 1931[2]
  - I pionieri del West (Cimarron), regia di Wesley Ruggles
  - The Front Page, regia di Lewis Milestone
  - Ripudiata (East Lynne), regia di Frank Lloyd
  - Skippy, regia di Norman Taurog
  - Trader Horn, regia di W. S. Van Dyke
- 1932
  - Grand Hotel, regia di Edmund Goulding
  - L'allegro tenente (The Smiling Lieutenant), regia di Ernst Lubitsch
  - Bad Girl, regia di Frank Borzage
  - Il campione (The Champ), regia di King Vidor
  - Five Star Final, regia di Mervyn LeRoy
  - Un'ora d'amore (One Hour with You), regia di George Cukor e Ernst Lubitsch
  - Un popolo muore (Arrowsmith), regia di John Ford
  - Shanghai Express, regia di Josef von Sternberg
- 1934
  - Cavalcata (Cavalcade), regia di Frank Lloyd
  - Addio alle armi (A Farewell to Arms), regia di Frank Borzage
  - Catene (Smilin' Through), regia di Sidney Franklin
  - Io sono un evaso (I Am a Fugitive from a Chain Gang), regia di Mervyn LeRoy
  - Lady Lou (She Done Him Wrong), regia di Lowell Sherman
  - Montagne russe (State Fair), regia di Henry King
  - Piccole donne (Little Women), regia di George Cukor
  - Quarantaduesima strada (42nd Street), regia di Lloyd Bacon
  - Le sei mogli di Enrico VIII (The Private Life of Henry VIII), regia di Alexander Korda
  - Signora per un giorno (Lady for a Day), regia di Frank Capra
- 1935
  - Accadde una notte (It Happened One Night), regia di Frank Capra
  - Angeli del dolore (The White Parade), regia di Irving Cummings
  - La casa dei Rothschild (The House of Rothschild), regia di Alfred L. Werker
  - Cerco il mio amore (The Gay Divorcee), regia di Mark Sandrich
  - Cleopatra, regia di Cecil B. DeMille
  - La famiglia Barrett (The Barretts of Wimpole Street), regia di Sidney Franklin
  - Marinai all'erta (Here Comes the Navy), regia di Lloyd Bacon
  - Una notte d'amore (One Night of Love), regia di Victor Schertzinger
  - Passeggiata d'amore (Flirtation Walk), regia di Frank Borzage
  - Lo specchio della vita (Imitation of Life), regia di John M. Stahl
  - L'uomo ombra (The Thin Man), regia di W. S. Van Dyke
  - Viva Villa!, regia di Jack Conway
- 1936
  - La tragedia del Bounty (Mutiny on the Bounty), regia di Frank Lloyd
  - Capitan Blood (Captain Blood), regia di Michael Curtiz
  - Cappello a cilindro (Top Hat), regia di Mark Sandrich
  - Davide Copperfield (David Copperfield), regia di George Cukor
  - Follie di Broadway 1936 (Broadway Melody of 1936), regia di Roy Del Ruth
  - I lancieri del Bengala (The Lives of a Bengal Lancer), regia di Henry Hathaway
  - Il maggiordomo (Ruggles of Red Gap), regia di Leo McCarey
  - Primo amore (Alice Adams), regia di George Stevens
  - Il sergente di ferro (Les miserables), regia di Richard Boleslawski
  - Sogno di una notte di mezza estate (A Midsummer Night's Dream), regia di William Dieterle e Max Reinhardt
  - Terra senza donne (Naughty Marietta), regia di W. S. Van Dyke
  - Il traditore (The Informer), regia di John Ford
- 1937
  - Il paradiso delle fanciulle (The Great Ziegfeld), regia di Robert Z. Leonard
  - Avorio nero (Anthony Adverse), regia di Mervyn LeRoy
  - La donna del giorno (Libeled Lady), regia di Jack Conway
  - Le due città (A Tale of Two Cities), regia di Jack Conway
  - È arrivata la felicità (Mr. Deeds Goes to Town), regia di Frank Capra
  - Giulietta e Romeo (Romeo and Juliet), regia di George Cukor
  - Infedeltà (Dodsworth), regia di William Wyler
  - San Francisco, regia di W. S. Van Dyke
  - Tre ragazze in gamba (Three Smart Girls), regia di Henry Koster
  - La vita del dottor Pasteur (The Story of Louis Pasteur), regia di William Dieterle
- 1938
  - Emilio Zola (The Life of Emile Zola), regia di William Dieterle
  - La buona terra (The Good Earth), regia di Sidney Franklin
  - Capitani coraggiosi (Captains Courageous), regia di Victor Fleming
  - Cento uomini e una ragazza (One Hundred Men and a Girl), regia di Henry Koster
  - È nata una stella (A Star Is Born), regia di William A. Wellman
  - L'incendio di Chicago (In Old Chicago), regia di Henry King
  - Orizzonte perduto (Lost Horizon), regia di Frank Capra
  - L'orribile verità (The Awful Truth), regia di Leo McCarey
  - Palcoscenico (Stage Door), regia di Gregory La Cava
  - Strada sbarrata (Dead End), regia di William Wyler
- 1939
  - L'eterna illusione (You Can't Take It with You), regia di Frank Capra
  - Arditi dell'aria (Test Pilot), regia di Victor Fleming
  - La città dei ragazzi (Boys Town), regia di Norman Taurog
  - La cittadella (The Citadel), regia di King Vidor
  - Figlia del vento (Jezebel), regia di William Wyler
  - La grande illusione (Grand Illusion), regia di Jean Renoir
  - La grande strada bianca (Alexander's Ragtime Band), regia di Henry King
  - Pigmalione (Pygmalion), regia di Anthony Asquith e Leslie Howard
  - Quattro figlie (Four Daughters), regia di Michael Curtiz
  - La leggenda di Robin Hood (The Adventures of Robin Hood), regia di Michael Curtiz

### 1940
- 1940

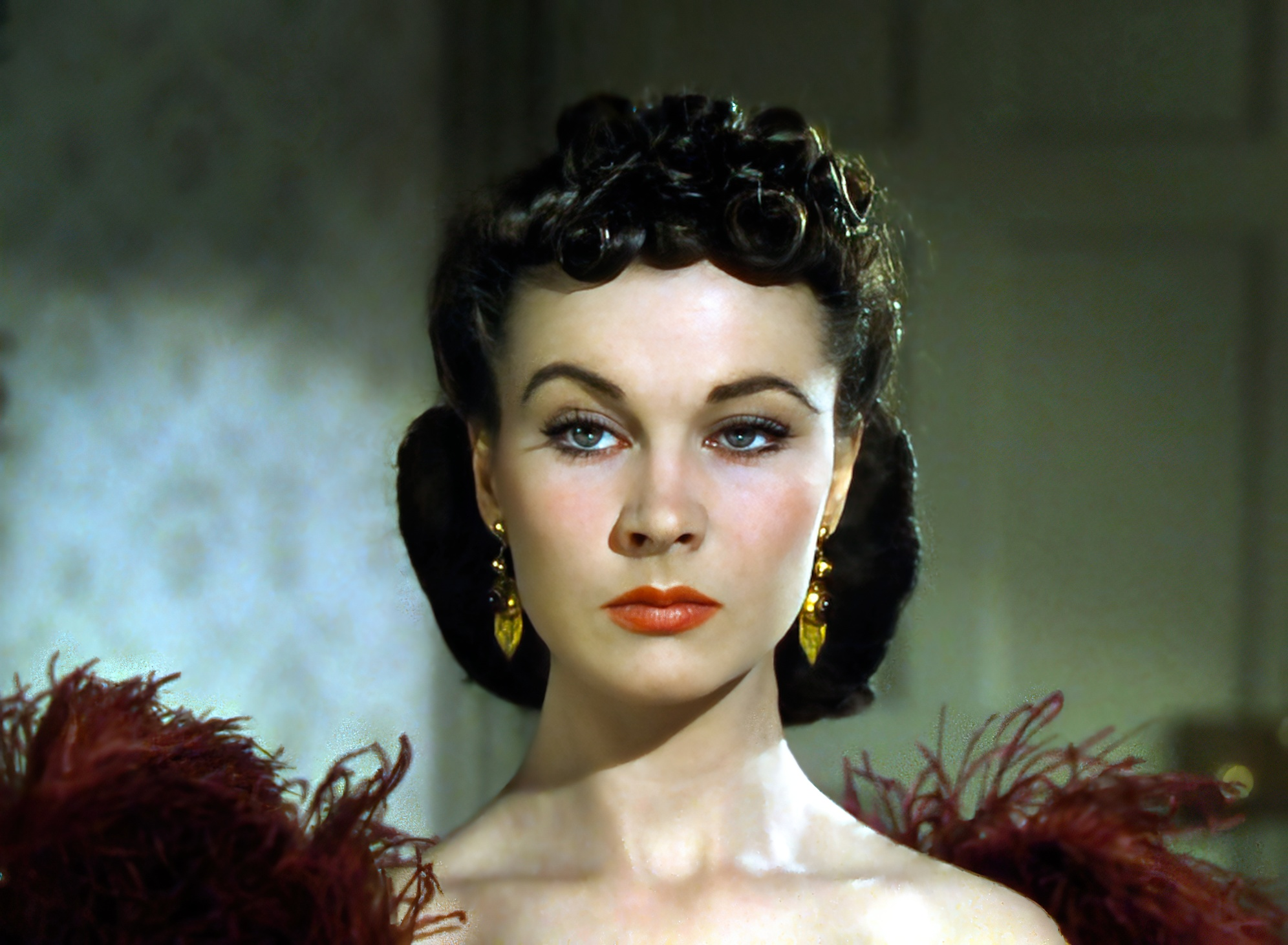
Vivien Leigh in Via col vento, vincitore nel 1940.

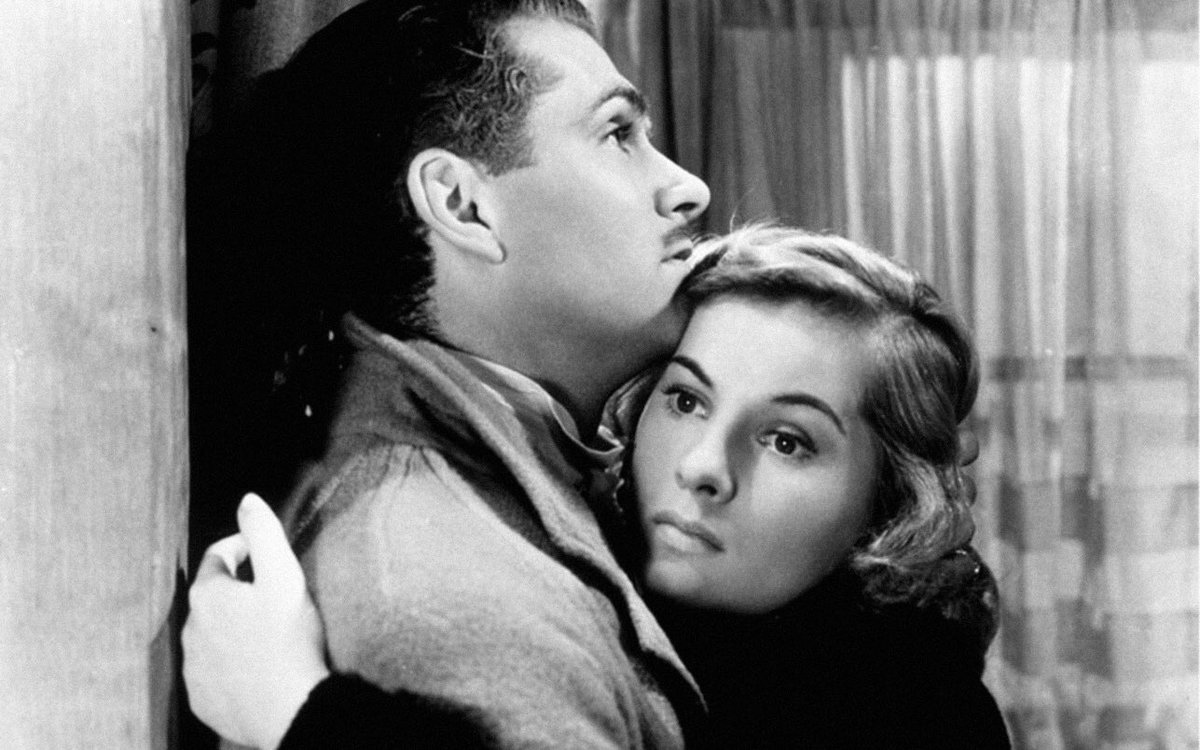
Laurence Olivier e Joan Fontaine in Rebecca - La prima moglie, vincitore nel 1941.

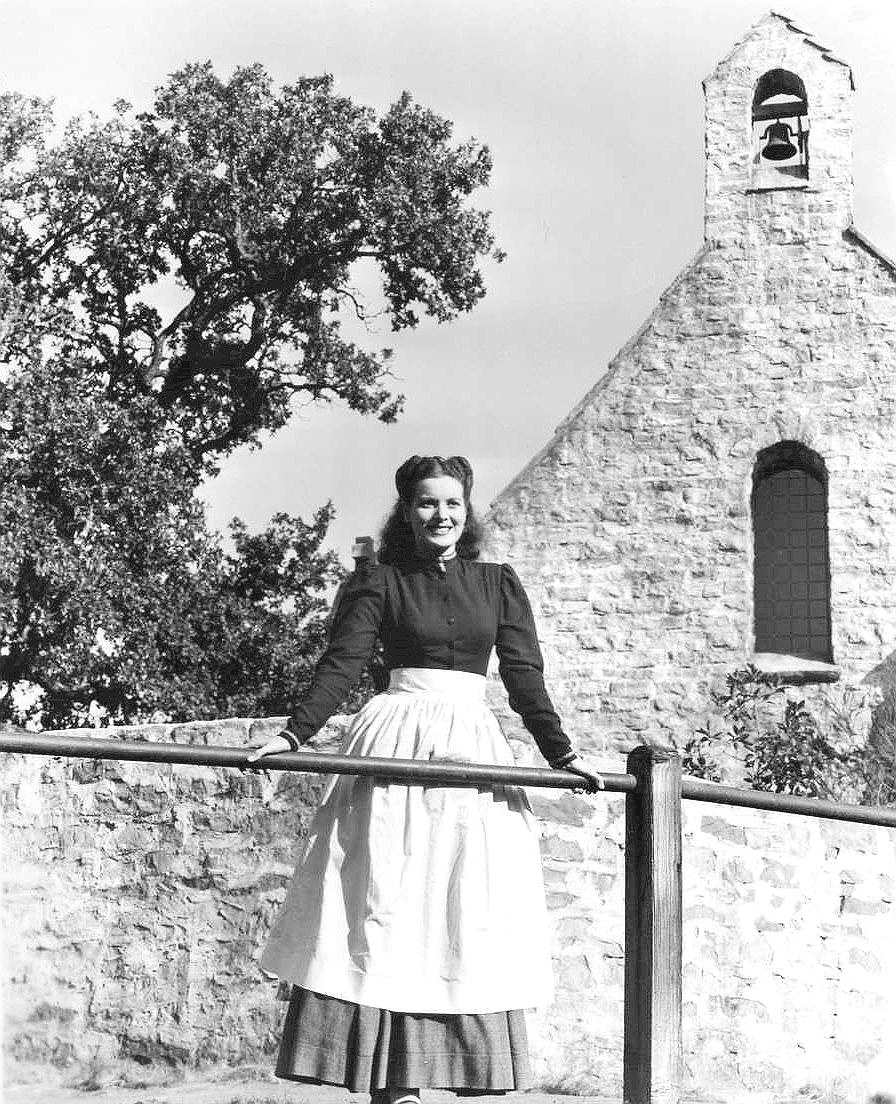
Maureen O'Hara in Com'era verde la mia valle, vincitore nel 1942.

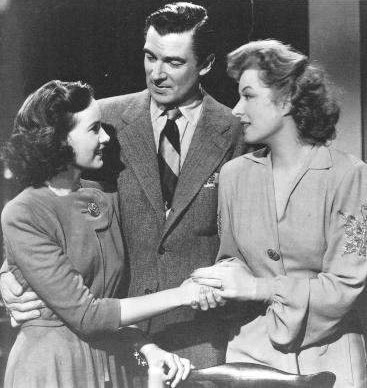
Teresa Wright, Walter Pidgeon e Greer Garson in La signora Miniver, vincitore nel 1943.

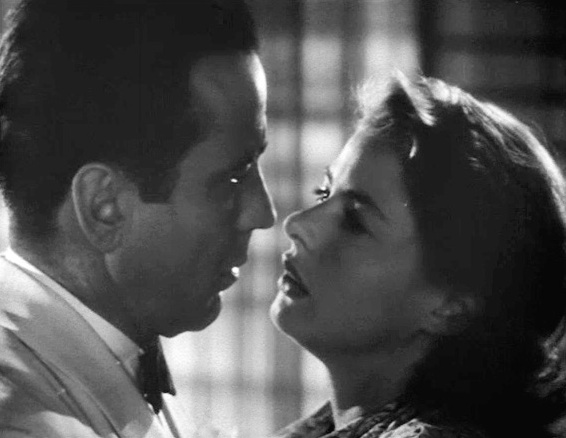
Humphrey Bogart e Ingrid Bergman in Casablanca, vincitore nel 1944.

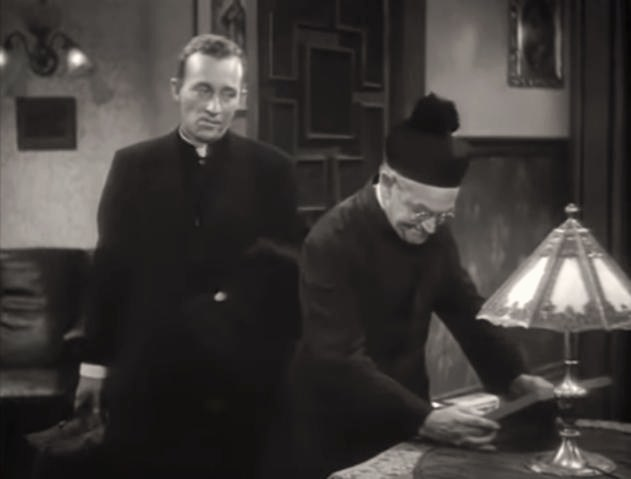
Bing Crosby e Barry Fitzgerald in La mia via, vincitore nel 1945.

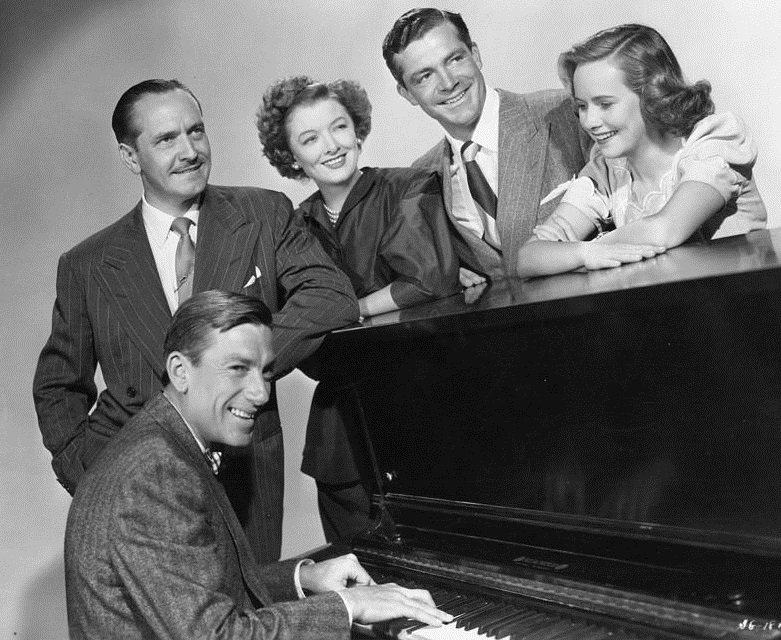
Fredric March, Hoagy Carmichael, Myrna Loy, Dana Andrews e Teresa Wright in I migliori anni della nostra vita, vincitore nel 1947.

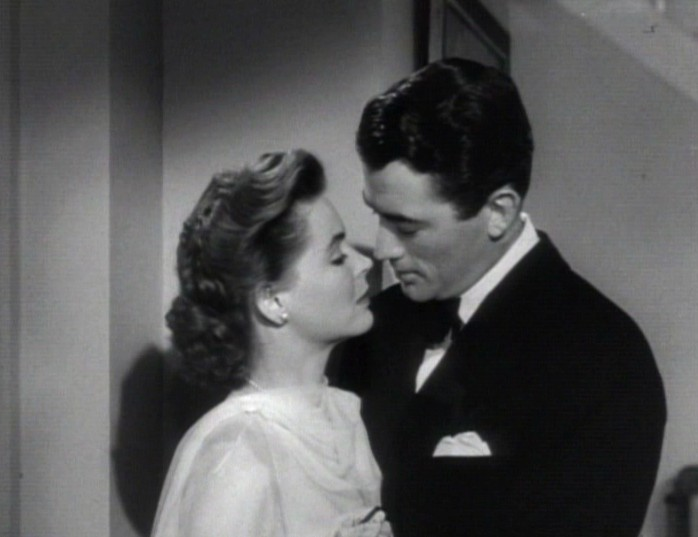
Dorothy McGuire e Gregory Peck in Barriera invisibile, vincitore nel 1948.

  - Via col vento (Gone with the Wind), regia di Victor Fleming
  - Addio, Mr. Chips! (Goodbye, Mr. Chips), regia di Sam Wood
  - Un grande amore (Love Affair), regia di Leo McCarey
  - Il mago di Oz (The Wizard of Oz), regia di Victor Fleming
  - Mr. Smith va a Washington (Mr. Smith Goes to Washington), regia di Frank Capra
  - Ninotchka, regia di Ernst Lubitsch
  - Ombre rosse (Stagecoach), regia di John Ford
  - Tramonto (Dark Victory), regia di Edmund Goulding
  - Uomini e topi (Of Mice and Men), regia di Lewis Milestone
  - La voce nella tempesta (Wuthering Heights), regia di William Wyler
- 1941
  - Rebecca - La prima moglie (Rebecca), regia di Alfred Hitchcock
  - Furore (The Grapes of Wrath), regia di John Ford
  - Il grande dittatore (The Great Dictator), regia di Charles Chaplin
  - Kitty Foyle, ragazza innamorata (Kitty Foyle), regia di Sam Wood
  - La nostra città (Our Town), regia di Sam Wood
  - Ombre malesi (The Letter), regia di William Wyler
  - Paradiso proibito (All This, and Heaven Too), regia di Anatole Litvak
  - Il prigioniero di Amsterdam (Foreign Correspondent), regia di Alfred Hitchcock
  - Scandalo a Filadelfia (The Philadelphia Story), regia di George Cukor
  - Lungo viaggio di ritorno (The Long Voyage Home), regia di John Ford
- 1942
  - Com'era verde la mia valle (How Green Was My Valley), regia di John Ford
  - Fiori nella polvere (Blossoms in the Dust), regia di Mervyn LeRoy
  - L'inafferrabile signor Jordan (Here Comes Mr. Jordan), regia di Alexander Hall
  - Il mistero del falco (The Maltese Falcon), regia di John Huston
  - Piccole volpi (The Little Foxes), regia di William Wyler
  - Un piede in paradiso (One Foot in Heaven), regia di Irving Rapper
  - La porta d'oro (Hold Back the Dawn), regia di Mitchell Leisen
  - Quarto potere (Citizen Kane), regia di Orson Welles
  - Il sergente York (Sergeant York), regia di Howard Hawks
  - Il sospetto (Suspicion), regia di Alfred Hitchcock
- 1943
  - La signora Miniver (Mrs. Miniver), regia di William Wyler
  - Delitti senza castigo (Kings Row), regia di Sam Wood
  - Un evaso ha bussato alla porta (The Talk of the Town), regia di George Stevens
  - L'idolo delle folle (The Pride of the Yankees), regia di Sam Wood
  - Gli invasori (The Invaders), regia di Michael Powell
  - L'isola della gloria (Wake Island), regia di John Farrow
  - L'orgoglio degli Amberson (The Magnificent Ambersons), regia di Orson Welles
  - The Pied Piper, regia di Irving Pichel
  - Prigionieri del passato (Random Harvest), regia di Mervyn LeRoy
  - Ribalta di gloria (Yankee Doodle Dandy), regia di Michael Curtiz
- 1944
  - Casablanca, regia di Michael Curtiz
  - Alba fatale (The Ox-Bow Incident), regia di William A. Wellman
  - Bernadette (The Song of Bernadette), regia di Henry King
  - Il cielo può attendere (Heaven Can Wait), regia di Ernst Lubitsch
  - La commedia umana (The Human Comedy), regia di Clarence Brown
  - Eroi del mare (In Which We Serve), regia di Noël Coward e David Lean
  - Madame Curie (Madame Curie), regia di Mervyn LeRoy
  - Molta brigata vita beata (The More the Merrier), regia di George Stevens
  - Per chi suona la campana (For Whom the Bell Tolls), regia di Sam Wood
  - Quando il giorno verrà  (Watch on the Rhine), regia di Herman Shumlin
- 1945
  - La mia via (Going My Way), regia di Leo McCarey
  - Angoscia (Gaslight), regia di George Cukor
  - Da quando te ne andasti (Since You Went Away), regia di John Cromwell
  - La fiamma del peccato (Double Indemnity), regia di Billy Wilder
  - Wilson, regia di Henry King
- 1946
  - Giorni perduti (The Lost Weekend), regia di Billy Wilder
  - Le campane di Santa Maria (The Bells of St. Mary's), regia di Leo McCarey
  - Due marinai e una ragazza (Canta che ti passa) (Anchors Aweigh), regia di George Sidney
  - Io ti salverò (Spellbound), regia di Alfred Hitchcock
  - Il romanzo di Mildred (Mildred Pierce), regia di Michael Curtiz
- 1947
  - I migliori anni della nostra vita (The Best Years of Our Lives), regia di William Wyler
  - Il cucciolo  (The Yearling), regia di Clarence Brown
  - Enrico V (Henry V), regia di Laurence Olivier
  - Il filo del rasoio (The Razor's Edge), regia di Edmund Goulding
  - La vita è meravigliosa (It's a Wonderful Life), regia di Frank Capra
- 1948
  - Barriera invisibile (Gentleman's Agreement), regia di Elia Kazan
  - Grandi speranze (Great Expectations), regia di David Lean
  - Il miracolo della 34ª strada (Miracle on 34th Street), regia di George Seaton
  - La moglie del vescovo (The Bishop's Wife), regia di Henry Koster
  - Odio implacabile (Crossfire), regia di Edward Dmytryk
- 1949
  - Amleto (Hamlet), regia di Laurence Olivier
  - La fossa dei serpenti (The Snake Pit), regia di Anatole Litvak
  - Johnny Belinda , regia di Jean Negulesco
  - Scarpette rosse (The Red Shoes), regia di Michael Powell e Emeric Pressburger
  - Il tesoro della Sierra Madre (The Treasure of the Sierra Madre), regia di John Huston

### 1950
- 1950

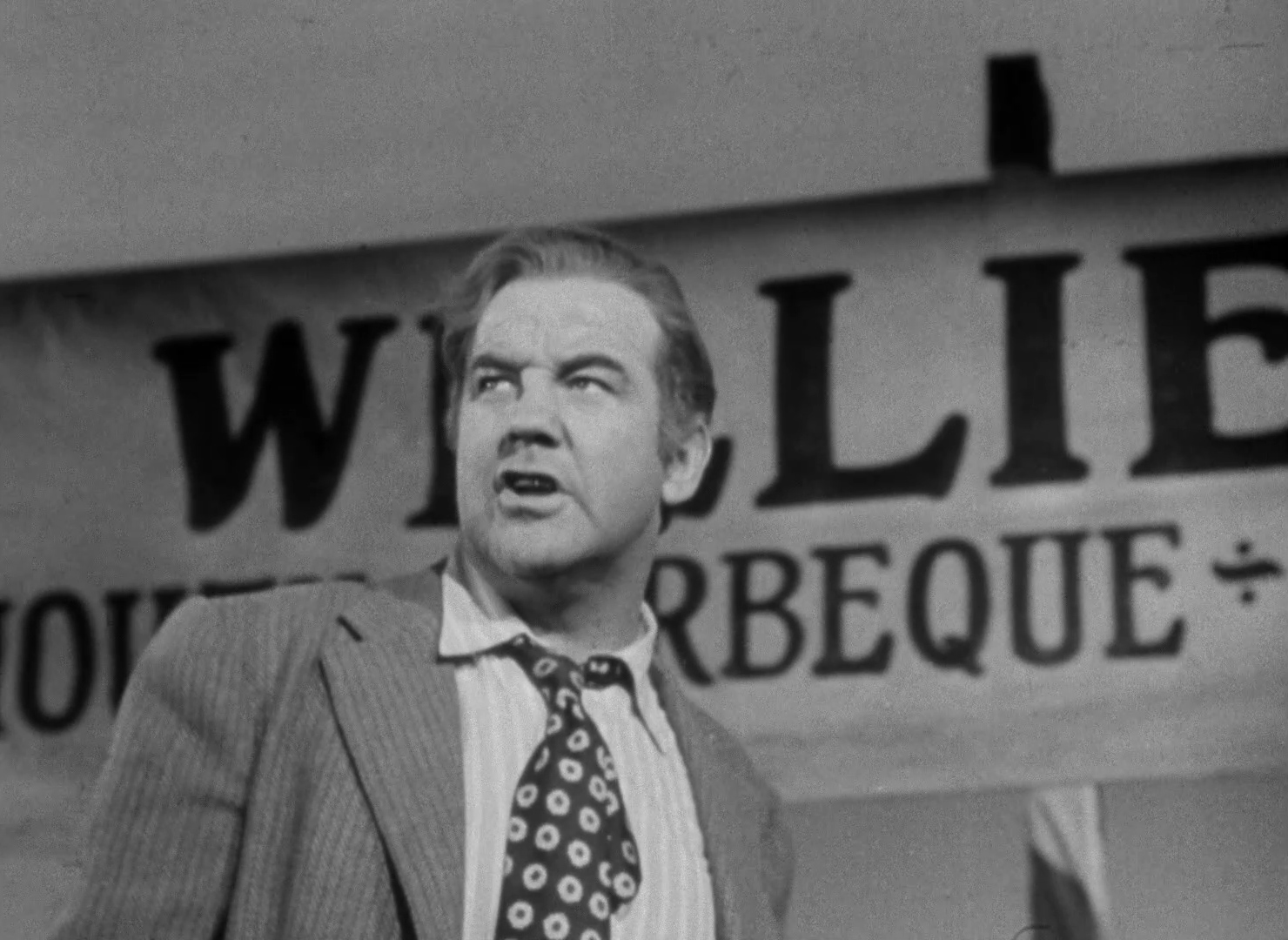
Broderick Crawford in Tutti gli uomini del re, vincitore nel 1950.

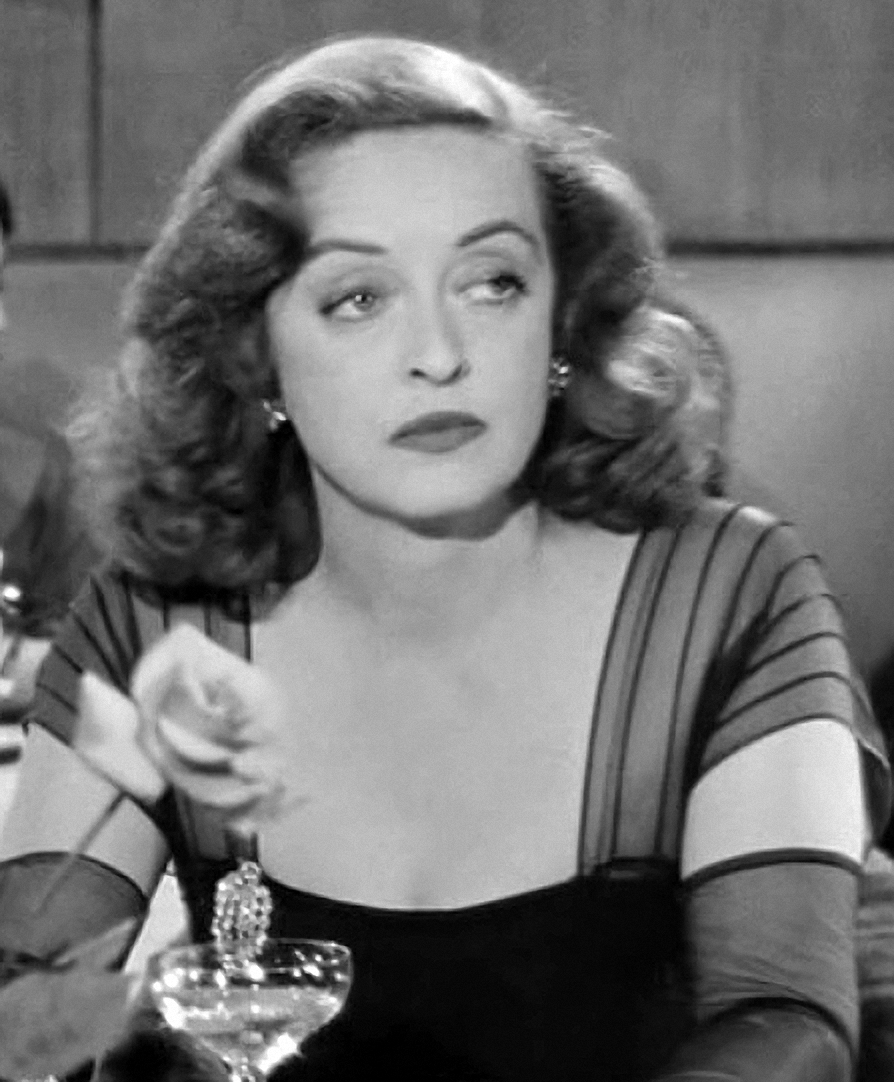
Bette Davis in Eva contro Eva, vincitore nel 1951.

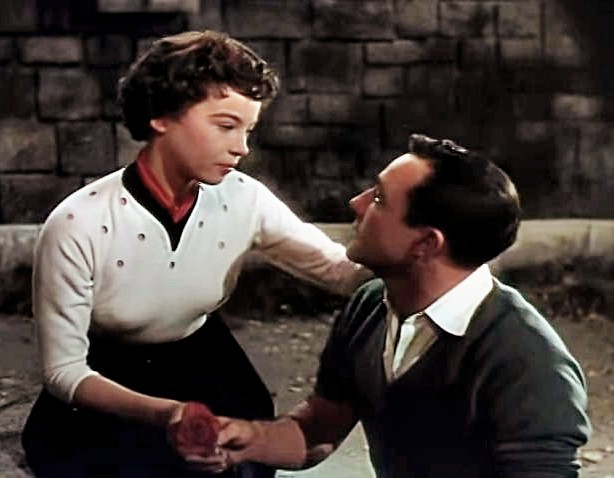
Leslie Caron e Gene Kelly in Un americano a Parigi, vincitore nel 1952.

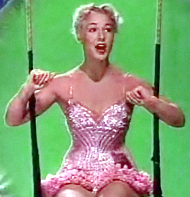
Betty Hutton in Il più grande spettacolo del mondo, vincitore nel 1953.

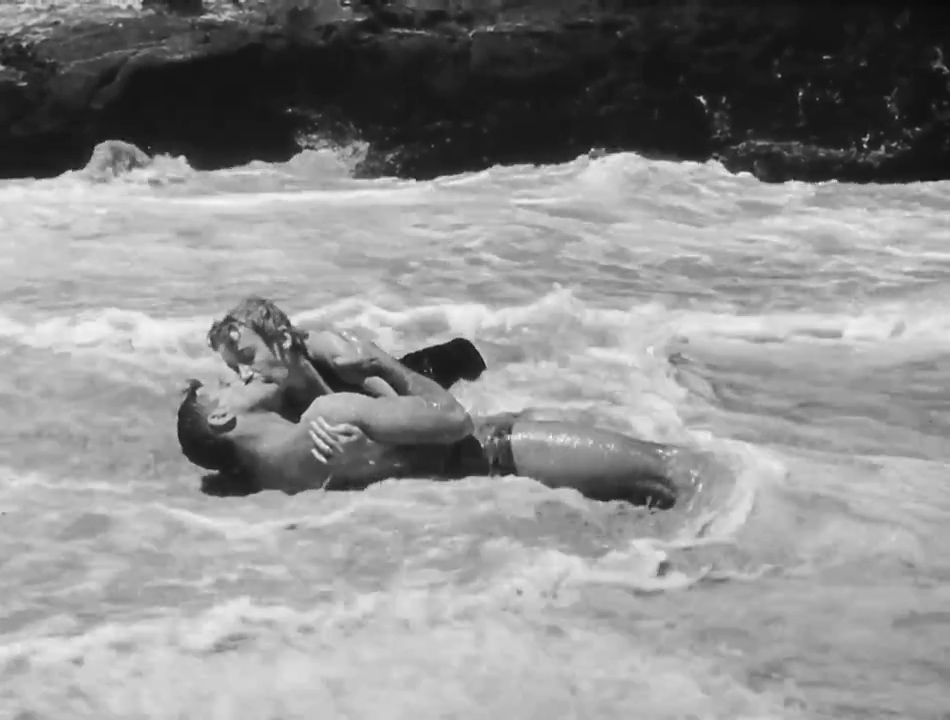
Burt Lancaster e Deborah Kerr in Da qui all'eternità, vincitore nel 1954.

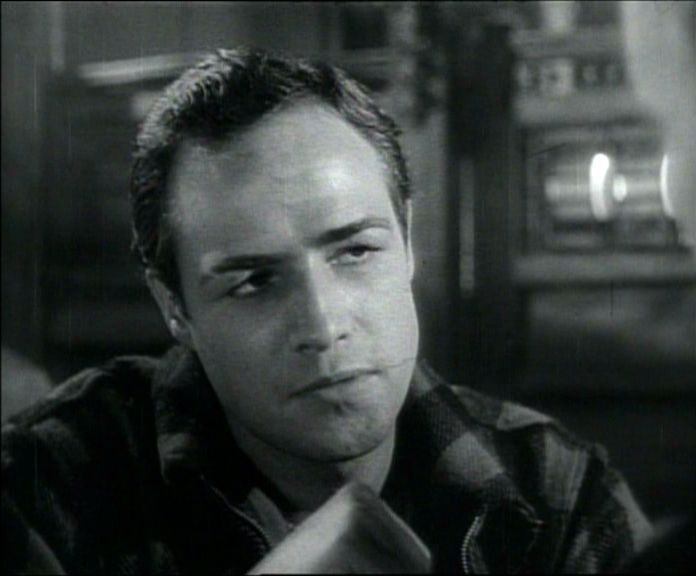
Marlon Brando in Fronte del porto, vincitore nel 1955.

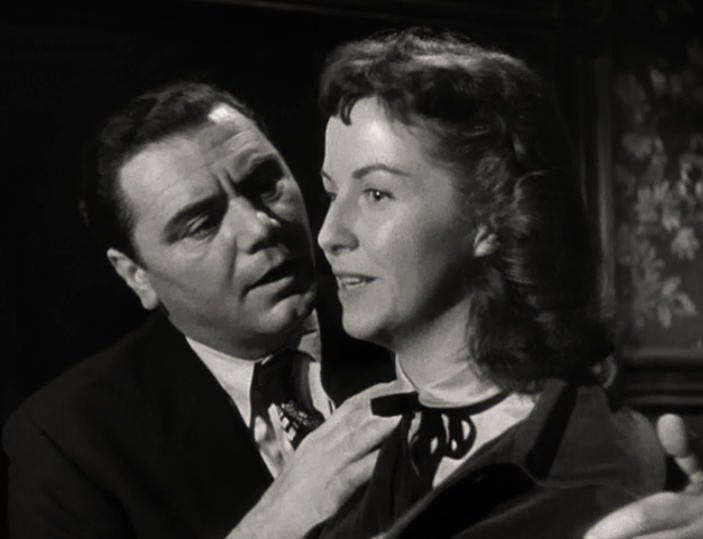
Ernest Borgnine e Betsy Blair in Marty, vita di un timido, vincitore nel 1956.

  - Tutti gli uomini del re (All the King's Men), regia di Robert Rossen
  - Bastogne (Battleground), regia di William A. Wellman
  - Cielo di fuoco (Twelve O'Clock High), regia di Henry King
  - L'ereditiera (The Heiress), regia di William Wyler
  - Lettera a tre mogli (A Letter to Three Wives), regia di Joseph L. Mankiewicz
- 1951
  - Eva contro Eva (All About Eve), regia di Joseph L. Mankiewicz
  - Le miniere del re Salomone (King Solomon's Mines), regia di Compton Bennett e Andrew Marton
  - Nata ieri (Born Yesterday), regia di George Cukor
  - Il padre della sposa (Father of the Bride), regia di Vincente Minnelli
  - Viale del tramonto (Sunset Boulevard), regia di Billy Wilder
- 1952
  - Un americano a Parigi (An American in Paris), regia di Vincente Minnelli
  - I dannati (Decision Before Dawn), regia di Anatole Litvak
  - Un posto al sole (A Place in the Sun), regia di George Stevens
  - Quo vadis (Quo Vadis), regia di Mervyn LeRoy
  - Un tram che si chiama Desiderio (A Streetcar Named Desire), regia di Elia Kazan
- 1953
  - Il più grande spettacolo del mondo (The Greatest Show on Earth), regia di Cecil B. DeMille
  - Ivanhoe, regia di Richard Thorpe
  - Mezzogiorno di fuoco (High Noon), regia di Fred Zinnemann
  - Moulin Rouge, regia di John Huston
  - Un uomo tranquillo (The Quiet Man), regia di John Ford
- 1954
  - Da qui all'eternità (From Here to Eternity), regia di Fred Zinnemann
  - Il cavaliere della valle solitaria (Shane), regia di George Stevens
  - Giulio Cesare (Julius Caesar), regia di Joseph L. Mankiewicz
  - La tunica (The Robe), regia di Henry Koster
  - Vacanze romane (Roman Holiday), regia di William Wyler
- 1955
  - Fronte del porto (On the Waterfront), regia di Elia Kazan
  - L'ammutinamento del Caine (The Caine Mutiny), regia di Edward Dmytryk
  - La ragazza di campagna (The Country Girl), regia di George Seaton
  - Sette spose per sette fratelli (Seven Brides for Seven Brothers), regia di Stanley Donen
  - Tre soldi nella fontana (Three Coins in the Fountain), regia di Jean Negulesco
- 1956
  - Marty, vita di un timido (Marty), regia di Delbert Mann
  - L'amore è una cosa meravigliosa (Love is a Many Splendored Thing), regia di Henry King
  - La nave matta di Mister Roberts (Mister Roberts), regia di John Ford e Mervyn LeRoy
  - Picnic, regia di Joshua Logan
  - La rosa tatuata (The Rose Tattoo), regia di Daniel Mann
- 1957
  - Il giro del mondo in 80 giorni (Around the World in Eighty Days), regia di Michael Anderson
  - I dieci comandamenti (The Ten Commandments), regia di Cecil B. DeMille
  - Il gigante (Giant), regia di George Stevens
  - La legge del Signore (Friendly Persuasion), regia di William Wyler
  - Il re ed io (The King and I), regia di Walter Lang
- 1958
  - Il ponte sul fiume Kwai (The Bridge on the River Kwai), regia di David Lean
  - La parola ai giurati (Twelve Angry Men), regia di Sidney Lumet
  - I peccatori di Peyton (Peyton Place), regia di Mark Robson
  - Sayonara (Sayonara), regia di Joshua Logan
  - Testimone d'accusa (Witness for the Prosecution), regia di Billy Wilder
- 1959
  - Gigi, regia di Vincente Minnelli
  - La gatta sul tetto che scotta (Cat on a Hot Tin Roof), regia di Richard Brooks
  - La parete di fango (The Defiant Ones), regia di Stanley Kramer
  - La signora mia zia (Auntie Mame), regia di Morton DaCosta
  - Tavole separate (Separate Tables), regia di Delbert Mann

### 1960
- 1960
  - Ben-Hur, regia di William Wyler

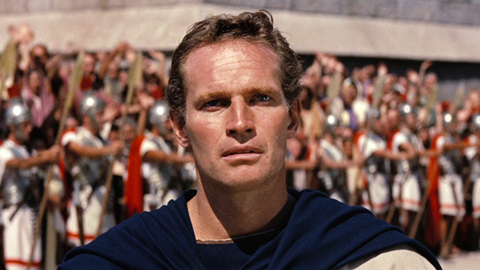
Charlton Heston in Ben-Hur, vincitore nel 1960.

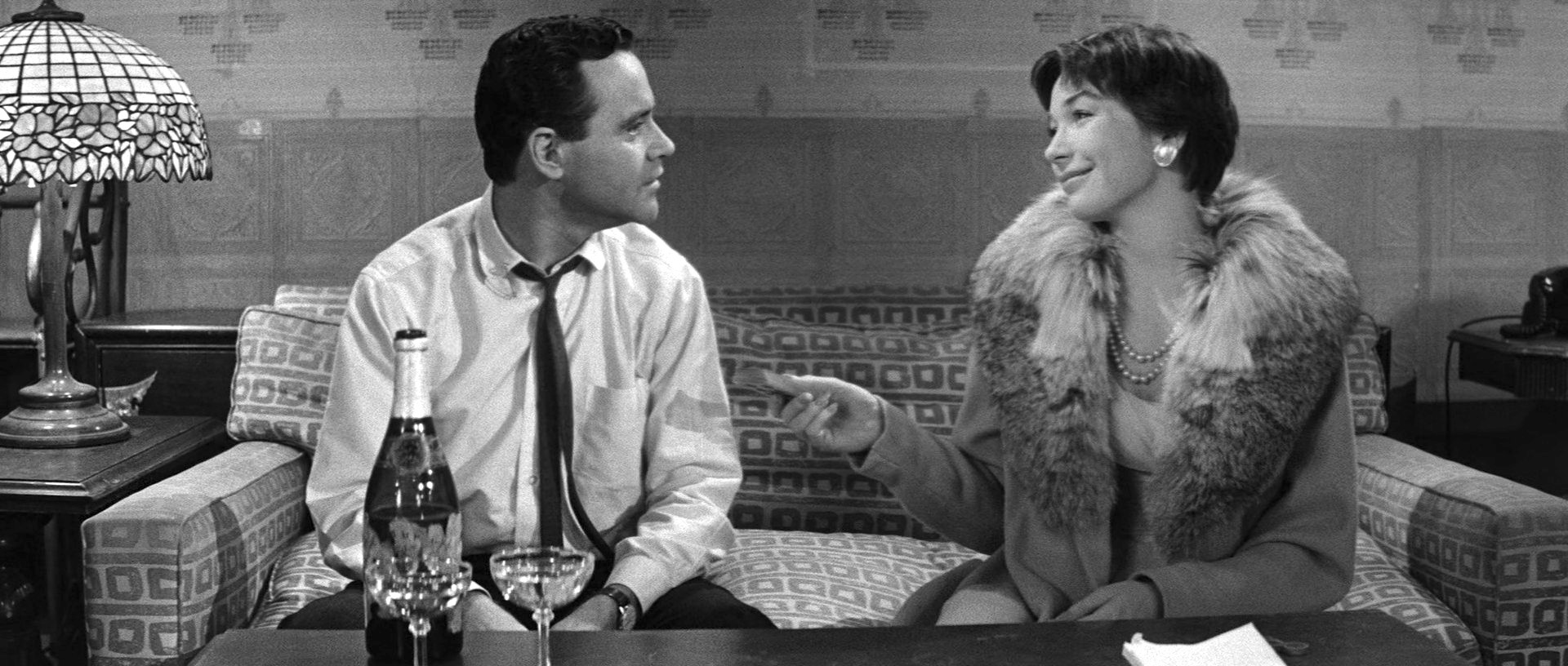
Jack Lemmon e Shirley MacLaine in L'appartamento, vincitore nel 1961

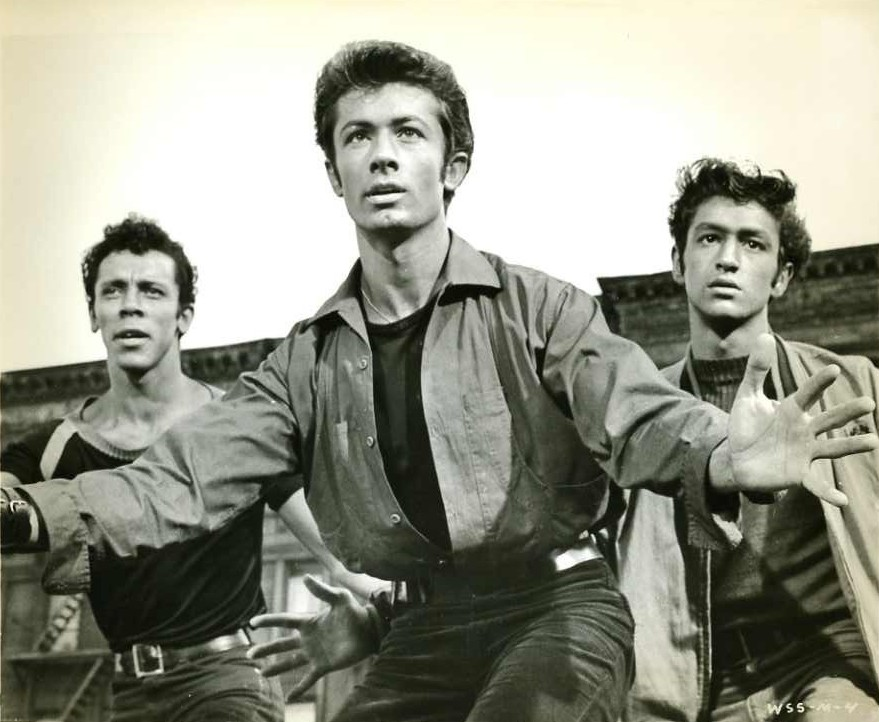
George Chakiris in West Side Story, vincitore nel 1962.

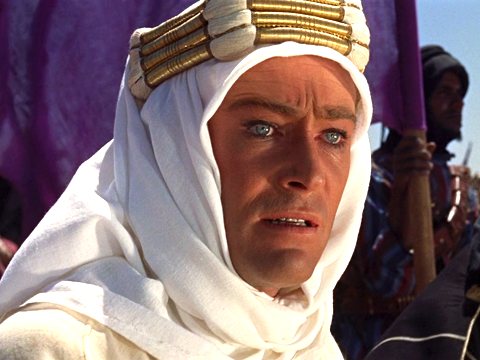
Peter O'Toole in Lawrence d'Arabia, vincitore nel 1963.

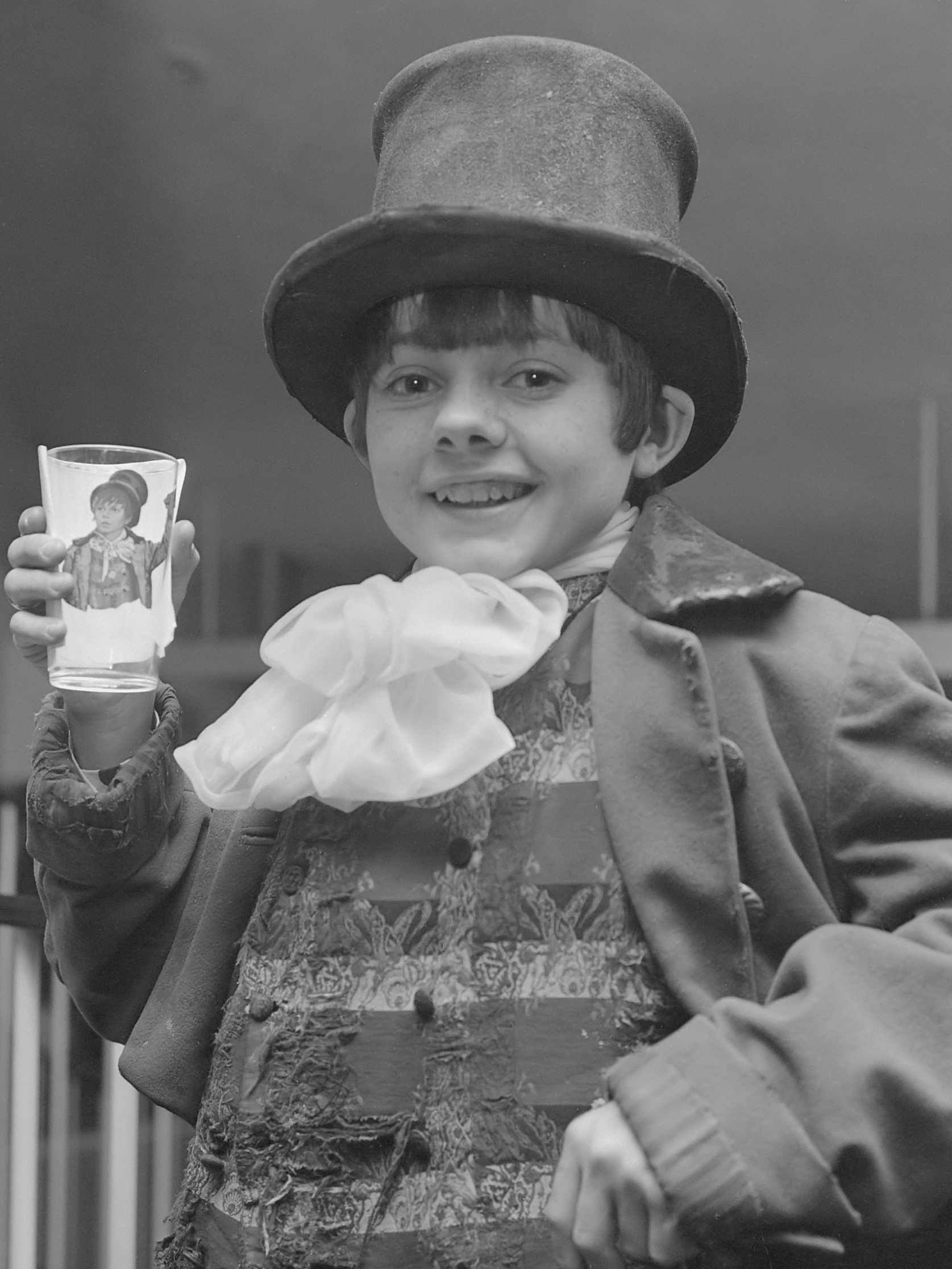
Jack Wild in Oliver!, vincitore nel 1969.

  - Anatomia di un omicidio (Anatomy of a Murder), regia di Otto Preminger
  - Il diario di Anna Frank (The Diary of Anne Frank), regia di George Stevens
  - La storia di una monaca (The Nun's Story), regia di Fred Zinnemann
  - La strada dei quartieri alti (Room at the Top), regia di Jack Clayton
- 1961
  - L'appartamento (The Apartment), regia di Billy Wilder
  - La battaglia di Alamo (The Alamo), regia di John Wayne
  - Figli e amanti (Sons and Lovers), regia di Jack Cardiff
  - Il figlio di Giuda (Elmer Gantry), regia di Richard Brooks
  - I nomadi (The Sundowners), regia di Fred Zinnemann
- 1962
  - West Side Story, regia di Robert Wise e Jerome Robbins
  - I cannoni di Navarone (The Guns of Navarone), regia di J. Lee Thompson
  - Fanny, regia di Joshua Logan
  - Lo spaccone (The Hustler), regia di Robert Rossen
  - Vincitori e vinti (Judgment at Nuremberg), regia di Stanley Kramer
- 1963
  - Lawrence d'Arabia (Lawrence of Arabia), regia di David Lean
  - Gli ammutinati del Bounty (Mutiny on the Bounty), regia di Lewis Milestone
  - Il buio oltre la siepe (To Kill a Mockingbird), regia di Robert Mulligan
  - Capobanda (The Music Man), regia di Morton DaCosta
  - Il giorno più lungo (The Longest Day), regia di Ken Annakin, Andrew Marton e Bernhard Wicki
- 1964
  - Tom Jones, regia di Tony Richardson
  - Cleopatra, regia di Joseph L. Mankiewicz
  - La conquista del West (How the West Was Won), regia di Henry Hathaway, George Marshall e John Ford
  - I gigli del campo (Lilies of the Field), regia di Ralph Nelson
  - Il ribelle dell'Anatolia (America, America), regia di Elia Kazan
- 1965
  - My Fair Lady, regia di George Cukor
  - Becket e il suo re (Becket), regia di Peter Glenville
  - Il dottor Stranamore - Ovvero: come ho imparato a non preoccuparmi e ad amare la bomba (Dr. Strangelove or: How I Learned to Stop Worrying and Love the Bomb), regia di Stanley Kubrick
  - Mary Poppins, regia di Robert Stevenson
  - Zorba il greco (Alexis Zorbas), regia di Michael Cacoyannis
- 1966
  - Tutti insieme appassionatamente (The Sound of Music), regia di Robert Wise
  - Darling, regia di John Schlesinger
  - Il dottor Živago (Doctor Zhivago), regia di David Lean
  - L'incredibile Murray - L'uomo che disse no (A Thousand Clowns), regia di Fred Coe
  - La nave dei folli (Ship of Fools), regia di Stanley Kramer
- 1967
  - Un uomo per tutte le stagioni (A Man for All Seasons), regia di Fred Zinnemann
  - Alfie, regia di Lewis Gilbert
  - Arrivano i russi, arrivano i russi (The Russians Are Coming, the Russians Are Coming), regia di Norman Jewison
  - Chi ha paura di Virginia Woolf? (Who's Afraid of Virginia Woolf?), regia di Mike Nichols
  - Quelli della San Pablo (The Sand Pebbles), regia di Robert Wise
- 1968
  - La calda notte dell'ispettore Tibbs (In the Heat of the Night), regia di Norman Jewison
  - Il favoloso dottor Dolittle (Doctor Dolittle), regia di Richard Fleischer
  - Gangster Story (Bonnie and Clyde), regia di Arthur Penn
  - Il laureato (The Graduate), regia di Mike Nichols
  - Indovina chi viene a cena? (Guess Who's Coming to Dinner), regia di Stanley Kramer
- 1969
  - Oliver! (Oliver), regia di Carol Reed
  - Funny Girl, regia di William Wyler
  - Il leone d'inverno (The Lion in Winter), regia di Anthony Harvey
  - La prima volta di Jennifer (Rachel, Rachel), regia di Paul Newman
  - Romeo e Giulietta (Romeo and Juliet), regia di Franco Zeffirelli

### 1970
- 1970
  - Un uomo da marciapiede (Midnight Cowboy), regia di John Schlesinger
  - Anna dei mille giorni (Anne of the Thousand Days), regia di Charles Jarrott
  - Butch Cassidy (Butch Cassidy and the Sundance Kid), regia di George Roy Hill
  - Hello, Dolly!, regia di Gene Kelly
  - Z - L'orgia del potere (Z), regia di Costa-Gavras
- 1971
  - Patton, generale d'acciaio (Patton), regia di Franklin J. Schaffner
  - Airport, regia di George Seaton
  - Cinque pezzi facili (Five Easy Pieces), regia di Bob Rafelson
  - Love Story, regia di Arthur Hiller
  - M*A*S*H, regia di Robert Altman
- 1972
  - Il braccio violento della legge (The French Connection), regia di William Friedkin
  - Arancia meccanica (A Clockwork Orange), regia di Stanley Kubrick
  - Nicola e Alessandra (Nicholas and Alexandra), regia di Franklin J. Schaffner
  - L'ultimo spettacolo (The Last Picture Show), regia di Peter Bogdanovich
  - Il violinista sul tetto (Fiddler on the Roof), regia di Norman Jewison
- 1973
  - Il padrino (The Godfather), regia di Francis Ford Coppola
  - Karl e Kristina (Utvandrarna), regia di Jan Troell
  - Cabaret, regia di Bob Fosse
  - Sounder, regia di Martin Ritt
  - Un tranquillo weekend di paura (Deliverance), regia di John Boorman
- 1974
  - La stangata (The Sting), regia di George Roy Hill
  - American Graffiti, regia di George Lucas
  - L'esorcista (The Exorcist), regia di William Friedkin
  - Sussurri e grida (Viskiningar Och Rop), regia di Ingmar Bergman
  - Un tocco di classe (A Touch of Class), regia di Melvin Frank
- 1975
  - Il padrino - Parte II (The Godfather: Part II), regia di Francis Ford Coppola
  - Chinatown, regia di Roman Polański
  - La conversazione (The Conversation), regia di Francis Ford Coppola
  - L'inferno di cristallo (The Towering Inferno), regia di Irwin Allen e John Guillermin
  - Lenny, regia di Bob Fosse
- 1976
  - Qualcuno volò sul nido del cuculo (One Flew Over the Cuckoo's Nest), regia di Miloš Forman
  - Barry Lyndon, regia di Stanley Kubrick
  - Nashville, regia di Robert Altman
  - Quel pomeriggio di un giorno da cani (Dog Day Afternoon), regia di Sidney Lumet
  - Lo squalo (Jaws), regia di Steven Spielberg
- 1977
  - Rocky, regia di John G. Avildsen
  - Questa terra è la mia terra (Bound for Glory), regia di Hal Ashby
  - Quinto potere (Network), regia di Sidney Lumet
  - Taxi Driver, regia di Martin Scorsese
  - Tutti gli uomini del presidente (All the President's Men), regia di Alan J. Pakula
- 1978
  - Io e Annie (Annie Hall), regia di Woody Allen
  - Due vite, una svolta (The Turning Point), regia di Herbert Ross
  - Giulia (Julia), regia di Fred Zinnemann
  - Goodbye amore mio! (The Goodbye Girl), regia di Herbert Ross
  - Guerre stellari (Star Wars), regia di George Lucas
- 1979
  - Il cacciatore (The Deer Hunter), regia di Michael Cimino
  - Fuga di mezzanotte (Midnight Express), regia di Alan Parker
  - Il paradiso può attendere (Heaven Can Wait), regia di Buck Henry e Warren Beatty
  - Tornando a casa (Coming Home), regia di Hal Ashby
  - Una donna tutta sola (An Unmarried Woman), regia di Paul Mazursky

### 1980
- 1980
  - Kramer contro Kramer (Kramer vs. Kramer), regia di Robert Benton
  - All American Boys (Breaking Away), regia di Peter Yates
  - All That Jazz - Lo spettacolo comincia (All That Jazz), regia di Bob Fosse
  - Apocalypse Now, regia di Francis Ford Coppola
  - Norma Rae, regia di Martin Ritt
- 1981
  - Gente comune (Ordinary People), regia di Robert Redford
  - The Elephant Man, regia di David Lynch
  - La ragazza di Nashville (Coal Miner's Daughter), regia di Michael Apted
  - Tess, regia di Roman Polański
  - Toro scatenato (Raging Bull), regia di Martin Scorsese
- 1982
  - Momenti di gloria (Chariots of Fire), regia di Hugh Hudson
  - Atlantic City, U.S.A. (Atlantic City), regia di Louis Malle
  - I predatori dell'arca perduta (Raiders of the Lost Ark), regia di Steven Spielberg
  - Reds, regia di Warren Beatty
  - Sul lago dorato (On Golden Pond), regia di Mark Rydell
- 1983
  - Gandhi, regia di Richard Attenborough
  - E.T. l'extra-terrestre (E.T. the Extra-Terrestrial), regia di Steven Spielberg
  - Missing - Scomparso (Missing), regia di Costa-Gavras
  - Tootsie, regia di Sydney Pollack
  - Il verdetto (The Verdict), regia di Sidney Lumet
- 1984
  - Voglia di tenerezza (Terms of Endearment), regia di James L. Brooks
  - Il grande freddo (The Big Chill), regia di Lawrence Kasdan
  - Il servo di scena (The Dresser), regia di Peter Yates
  - Tender Mercies - Un tenero ringraziamento (Tender Mercies), regia di Bruce Beresford
  - Uomini veri (The Right Stuff), regia di Philip Kaufman
- 1985
  - Amadeus, regia di Miloš Forman
  - Passaggio in India (A Passage to India), regia di David Lean
  - Le stagioni del cuore (Places in the Heart), regia di Robert Benton
  - Storia di un soldato (A Soldier's Story), regia di Norman Jewison
  - Urla del silenzio (The Killing Fields), regia di Roland Joffé
- 1986
  - La mia Africa (Out of Africa), regia di Sydney Pollack
  - Il bacio della donna ragno (Kiss of the Spider Woman), regia di Héctor Babenco
  - Il colore viola (The Color Purple), regia di Steven Spielberg
  - L'onore dei Prizzi (Prizzi's Honor), regia di John Huston
  - Witness - Il testimone (Witness), regia di Peter Weir
- 1987
  - Platoon, regia di Oliver Stone
  - Camera con vista (A Room with a View), regia di James Ivory
  - Figli di un dio minore (Children of a Lesser God), regia di Randa Haines
  - Hannah e le sue sorelle (Hannah and Her Sisters), regia di Woody Allen
  - Mission (The Mission), regia di Roland Joffé
- 1988
  - L'ultimo imperatore (The Last Emperor), regia di Bernardo Bertolucci
  - Anni '40 (Hope and Glory), regia di John Boorman
  - Attrazione fatale (Fatal Attraction), regia di Adrian Lyne
  - Dentro la notizia - Broadcast News (Broadcast News), regia di James L. Brooks
  - Stregata dalla luna (Moonstruck), regia di Norman Jewison
- 1989
  - Rain Man - L'uomo della pioggia (Rain Man), regia di Barry Levinson
  - Una donna in carriera (Working Girl), regia di Mike Nichols
  - Mississippi Burning - Le radici dell'odio (Mississippi Burning), regia di Alan Parker
  - Le relazioni pericolose (Dangerous Liaisons), regia di Stephen Frears
  - Turista per caso (The Accidental Tourist), regia di Lawrence Kasdan

### 1990
- 1990
  - A spasso con Daisy (Driving Miss Daisy), regia di Bruce Beresford
  - L'attimo fuggente (Dead Poets Society), regia di Peter Weir
  - Il mio piede sinistro (My Left Foot), regia di Jim Sheridan
  - Nato il quattro luglio (Born on the Fourth of July), regia di Oliver Stone
  - L'uomo dei sogni (Field of Dreams), regia di Phil Alden Robinson
- 1991
  - Balla coi lupi (Dances with Wolves), regia di Kevin Costner
  - Ghost - Fantasma (Ghost), regia di Jerry Zucker
  - Il padrino - Parte III (The Godfather: Part III), regia di Francis Ford Coppola
  - Quei bravi ragazzi (Goodfellas), regia di Martin Scorsese
  - Risvegli (Awakenings), regia di Penny Marshall
- 1992
  - Il silenzio degli innocenti (The Silence of the Lambs), regia di Jonathan Demme
  - La bella e la bestia (Beauty and the Beast), regia di Gary Trousdale e Kirk Wise
  - Bugsy, regia di Barry Levinson
  - JFK - Un caso ancora aperto (JFK), regia di Oliver Stone
  - Il principe delle maree (The Prince of Tides), regia di Barbra Streisand
- 1993
  - Gli spietati (Unforgiven), regia di Clint Eastwood
  - Casa Howard (Howards End), regia di James Ivory
  - Codice d'onore (A Few Good Men), regia di Rob Reiner
  - La moglie del soldato (The Crying Game), regia di Neil Jordan
  - Scent of a Woman - Profumo di donna (Scent of a Woman), regia di Martin Brest
- 1994
  - Schindler's List - La lista di Schindler (Schindler's List), regia di Steven Spielberg
  - Il fuggitivo (The Fugitive), regia di Andrew Davis
  - Lezioni di piano (The Piano), regia di Jane Campion
  - Nel nome del padre (In the Name of the Father), regia di Jim Sheridan
  - Quel che resta del giorno (The Remains of the Day), regia di James Ivory
- 1995
  - Forrest Gump, regia di Robert Zemeckis
  - Le ali della libertà (The Shawshank Redemption), regia di Frank Darabont
  - Pulp Fiction, regia di Quentin Tarantino
  - Quattro matrimoni e un funerale (Four Weddings and a Funeral), regia di Mike Newell
  - Quiz Show, regia di Robert Redford
- 1996
  - Braveheart - Cuore impavido (Braveheart), regia di Mel Gibson
  - Apollo 13, regia di Ron Howard
  - Babe - Maialino coraggioso (Babe), regia di Chris Noonan
  - Il postino, regia di Michael Radford
  - Ragione e sentimento (Sense and Sensibility), regia di Ang Lee
- 1997
  - Il paziente inglese (The English Patient), regia di Anthony Minghella
  - Fargo, regia di Joel ed Ethan Coen
  - Jerry Maguire, regia di Cameron Crowe
  - Segreti e bugie (Secrets and Lies), regia di Mike Leigh
  - Shine, regia di Scott Hicks
- 1998
  - Titanic, regia di James Cameron
  - Full Monty - Squattrinati organizzati (The Full Monty), regia di Peter Cattaneo
  - L.A. Confidential, regia di Curtis Hanson
  - Qualcosa è cambiato (As Good as It Gets), regia di James L. Brooks
  - Will Hunting - Genio ribelle (Good Will Hunting), regia di Gus Van Sant
- 1999
  - Shakespeare in Love, regia di John Madden
  - Elizabeth, regia di Shekhar Kapur
  - Salvate il soldato Ryan (Saving Private Ryan), regia di Steven Spielberg
  - La sottile linea rossa (The Thin Red Line), regia di Terrence Malick
  - La vita è bella, regia di Roberto Benigni

### 2000
- 2000
  - American Beauty, regia di Sam Mendes
  - Il miglio verde (The Green Mile), regia di Frank Darabont
  - The Sixth Sense - Il sesto senso (The Sixth Sense), regia di M. Night Shyamalan
  - Insider - Dietro la verità (The Insider), regia di Michael Mann
  - Le regole della casa del sidro (The Cider House Rules), regia di Lasse Hallström
- 2001
  - Il gladiatore (Gladiator), regia di Ridley Scott
  - Chocolat, regia di Lasse Hallström
  - Erin Brockovich - Forte come la verità (Erin Brockovich), regia di Steven Soderbergh
  - La tigre e il dragone (Crouching Tiger, Hidden Dragon), regia di Ang Lee
  - Traffic, regia di Steven Soderbergh
- 2002
  - A Beautiful Mind, regia di Ron Howard
  - Gosford Park, regia di Robert Altman
  - Il Signore degli Anelli - La Compagnia dell'Anello (The Lord of the Rings: The Fellowship of the Ring), regia di Peter Jackson
  - In the Bedroom, regia di Todd Field
  - Moulin Rouge!, regia di Baz Luhrmann
- 2003
  - Chicago, regia di Rob Marshall
  - Gangs of New York, regia di Martin Scorsese
  - Il pianista (The Pianist), regia di Roman Polański
  - Il Signore degli Anelli - Le due torri (The Lord of the Rings: The Two Towers), regia di Peter Jackson
  - The Hours, regia di Stephen Daldry
- 2004
  - Il Signore degli Anelli - Il ritorno del re (The Lord of the Rings: The Return of the King), regia di Peter Jackson
  - Lost in Translation - L'amore tradotto (Lost in Translation), regia di Sofia Coppola
  - Master & Commander - Sfida ai confini del mare (Master and Commander: The Far Side of the World), regia di Peter Weir
  - Mystic River, regia di Clint Eastwood
  - Seabiscuit - Un mito senza tempo (Seabiscuit), regia di Gary Ross
- 2005
  - Million Dollar Baby, regia di Clint Eastwood
  - The Aviator, regia di Martin Scorsese
  - Neverland - Un sogno per la vita (Finding Neverland), regia di Marc Forster
  - Ray, regia di Taylor Hackford
  - Sideways - In viaggio con Jack (Sideways), regia di Alexander Payne
- 2006
  - Crash - Contatto fisico (Crash), regia di Paul Haggis
  - Good Night, and Good Luck., regia di George Clooney
  - Munich, regia di Steven Spielberg
  - I segreti di Brokeback Mountain (Brokeback Mountain), regia di Ang Lee
  - Truman Capote - A sangue freddo (Capote), regia di Bennett Miller
- 2007
  - The Departed - Il bene e il male (The Departed), regia di Martin Scorsese
  - Babel, regia di Alejandro González Iñárritu
  - Lettere da Iwo Jima (Letters from Iwo Jima), regia di Clint Eastwood
  - Little Miss Sunshine, regia di Jonathan Dayton e Valerie Faris
  - The Queen - La regina (The Queen), regia di Stephen Frears
- 2008
  - Non è un paese per vecchi (No Country for Old Men), regia di Joel ed Ethan Coen
  - Espiazione (Atonement), regia di Joe Wright
  - Juno, regia di Jason Reitman
  - Michael Clayton, regia di Tony Gilroy
  - Il petroliere (There Will Be Blood), regia di Paul Thomas Anderson
- 2009
  - The Millionaire (Slumdog Millionaire), regia di Danny Boyle
  - Il curioso caso di Benjamin Button (The Curious Case of Benjamin Button), regia di David Fincher
  - Frost/Nixon - Il duello (Frost/Nixon), regia di Ron Howard
  - Milk, regia di Gus Van Sant
  - The Reader - A voce alta (The Reader), regia di Stephen Daldry

### 2010
- 2010
  - The Hurt Locker, regia di Kathryn Bigelow
  - Avatar, regia di James Cameron
  - Bastardi senza gloria (Inglourious Basterds), regia di Quentin Tarantino
  - The Blind Side, regia di John Lee Hancock
  - District 9, regia di Neill Blomkamp
  - An Education, regia di Lone Scherfig
  - Precious, regia di Lee Daniels
  - A Serious Man, regia di Joel ed Ethan Coen
  - Tra le nuvole (Up in the Air), regia di Jason Reitman
  - Up, regia di Pete Docter e Bob Peterson
- 2011
  - Il discorso del re (The King's Speech), regia di Tom Hooper
  - Il cigno nero (Black Swan), regia di Darren Aronofsky
  - Inception, regia di Christopher Nolan
  - The Fighter, regia di David O. Russell
  - The Social Network, regia di David Fincher
  - Il Grinta (True Grit), regia di Joel ed Ethan Coen
  - 127 ore (127 Hours), regia di Danny Boyle
  - I ragazzi stanno bene (The Kids Are All Right), regia di Lisa Cholodenko
  - Toy Story 3 - La grande fuga (Toy Story 3), regia di Lee Unkrich
  - Un gelido inverno (Winter's Bone), regia di Debra Granik
- 2012
  - The Artist, regia di Michel Hazanavicius
  - Hugo Cabret (Hugo), regia di Martin Scorsese
  - Midnight in Paris, regia di Woody Allen
  - Molto forte, incredibilmente vicino (Extremely Loud and Incredibly Close), regia di Stephen Daldry
  - Paradiso amaro (The Descendants), regia di Alexander Payne
  - The Tree of Life, regia di Terrence Malick
  - L'arte di vincere (Moneyball), regia di Bennett Miller
  - The Help, regia di Tate Taylor
  - War Horse, regia di Steven Spielberg
- 2013
  - Argo, regia di Ben Affleck
  - Django Unchained, regia di Quentin Tarantino
  - Vita di Pi (Life of Pi), regia di Ang Lee
  - Lincoln, regia di Steven Spielberg
  - Zero Dark Thirty, regia di Kathryn Bigelow
  - Il lato positivo - Silver Linings Playbook (Silver Linings Playbook), regia di David O. Russell
  - Les Misérables, regia di Tom Hooper
  - Amour, regia di Michael Haneke
  - Re della terra selvaggia (Beasts of the Southern Wild), regia di Benh Zeitlin
- 2014
  - 12 anni schiavo (12 Years a Slave), regia di Steve McQueen
  - The Wolf of Wall Street , regia di Martin Scorsese
  - Dallas Buyers Club, regia di Jean-Marc Vallée
  - American Hustle - L'apparenza inganna (American Hustle), regia di David O. Russell
  - Philomena, regia di Stephen Frears
  - Gravity, regia di Alfonso Cuarón
  - Lei (Her), regia di Spike Jonze
  - Nebraska, regia di Alexander Payne
  - Captain Phillips - Attacco in mare aperto (Captain Phillips), regia di Paul Greengrass
- 2015
  - Birdman, regia di Alejandro González Iñárritu
  - American Sniper, regia di Clint Eastwood
  - Boyhood, regia di Richard Linklater
  - Grand Budapest Hotel (The Grand Budapest Hotel), regia di Wes Anderson
  - The Imitation Game, regia di Morten Tyldum
  - Selma - La strada per la libertà (Selma), regia di Ava DuVernay
  - La teoria del tutto (The Theory of Everything), regia di James Marsh
  - Whiplash, regia di Damien Chazelle
- 2016
  - Il caso Spotlight (Spotlight), regia di Tom McCarthy
  - Revenant - Redivivo (The Revenant), regia di Alejandro González Iñárritu
  - Mad Max: Fury Road, regia di George Miller
  - Sopravvissuto - The Martian (The Martian), regia di Ridley Scott
  - Il ponte delle spie (Bridge of Spies), regia di Steven Spielberg
  - Room, regia di Lenny Abrahamson
  - La grande scommessa (The Big Short), regia di Adam McKay
  - Brooklyn, regia di John Crowley
- 2017
  - Moonlight, regia di Barry Jenkins
  - Arrival, regia di Denis Villeneuve
  - Barriere (Fences), regia di Denzel Washington
  - La battaglia di Hacksaw Ridge (Hacksaw Ridge), regia di Mel Gibson
  - Hell or High Water, regia di David Mackenzie
  - Il diritto di contare (Hidden Figures), regia di Theodore Melfi
  - La La Land, regia di Damien Chazelle
  - Lion - La strada verso casa (Lion), regia di Garth Davis
  - Manchester by the Sea, regia di Kenneth Lonergan
- 2018
  - La forma dell'acqua - The Shape of Water (The Shape of Water), regia di Guillermo del Toro
  - Chiamami col tuo nome (Call Me by Your Name), regia di Luca Guadagnino
  - Dunkirk, regia di Christopher Nolan
  - Il filo nascosto (Phantom Thread), regia di Paul Thomas Anderson
  - Lady Bird, regia di Greta Gerwig
  - L'ora più buia (Darkest Hour), regia di Joe Wright
  - The Post, regia di Steven Spielberg
  - Scappa - Get Out (Get Out), regia di Jordan Peele
  - Tre manifesti a Ebbing, Missouri (Three Billboards Outside Ebbing, Missouri), regia di Martin McDonagh
- 2019
  - Green Book, regia di Peter Farrelly
  - Black Panther, regia di Ryan Coogler
  - BlacKkKlansman, regia di Spike Lee
  - Bohemian Rhapsody, regia di Bryan Singer
  - La favorita (The Favourite), regia di Yorgos Lanthimos
  - Roma, regia di Alfonso Cuarón
  - A Star Is Born, regia di Bradley Cooper
  - Vice - L'uomo nell'ombra (Vice), regia di Adam McKay

### 2020
- 2020
  - Parasite (Gisaengchung), regia di Bong Joon-ho
  - 1917, regia di Sam Mendes
  - C'era una volta a... Hollywood (Once Upon a Time... in Hollywood), regia di Quentin Tarantino
  - The Irishman, regia di Martin Scorsese
  - Jojo Rabbit, regia di Taika Waititi
  - Joker, regia di Todd Phillips
  - Le Mans '66 - La grande sfida (Ford v Ferrari), regia di James Mangold
  - Piccole donne (Little Women), regia di Greta Gerwig
  - Storia di un matrimonio (Marriage Story), regia di Noah Baumbach
- 2021[3]
  - Nomadland, regia di Chloé Zhao
  - Il processo ai Chicago 7 (The Trial of the Chicago 7), regia di Aaron Sorkin
  - Una donna promettente (Promising Young Woman), regia di Emerald Fennell
  - Judas and the Black Messiah, regia di Shaka King
  - Mank, regia di David Fincher
  - The Father - Nulla è come sembra (The Father), regia di Florian Zeller
  - Minari, regia di Lee Isaac Chung
  - Sound of Metal, regia di Darius Marder
- 2022
  - CODA - I segni del cuore (CODA), regia di Sian Heder
  - Belfast, regia di Kenneth Branagh
  - Don't Look Up, regia di Adam McKay
  - Drive My Car (Doraibu mai kā), regia di Ryūsuke Hamaguchi
  - Dune (Dune: Part One), regia di Denis Villeneuve
  - Il potere del cane (The Power of the Dog), regia di Jane Campion
  - Licorice Pizza, regia di Paul Thomas Anderson
  - La fiera delle illusioni - Nightmare Alley (Nightmare Alley), regia di Guillermo del Toro
  - Una famiglia vincente - King Richard (King Richard), regia di Reinaldo Marcus Green
  - West Side Story, regia di Steven Spielberg
- 2023
  - Everything Everywhere All at Once, regia di Daniel Kwan e Daniel Scheinert
  - Niente di nuovo sul fronte occidentale (Im Westen nichts Neues), regia di Edward Berger
  - Avatar - La via dell'acqua (Avatar: The Way of Water), regia di James Cameron
  - Gli spiriti dell'isola (The Banshees of Inisherin), regia di Martin McDonagh
  - Elvis, regia di Baz Luhrmann
  - The Fabelmans, regia di Steven Spielberg
  - Tár, regia di Todd Field
  - Top Gun: Maverick, regia di Joseph Kosinski
  - Triangle of Sadness, regia di Ruben Östlund
  - Women Talking - Il diritto di scegliere (Women Talking), regia di Sarah Polley
- 2024
  - Oppenheimer, regia di Christopher Nolan
  - American Fiction, regia di Cord Jefferson
  - Anatomia di una caduta (Anatomie d'une chute), regia di Justine Triet
  - Barbie, regia di Greta Gerwig
  - The Holdovers - Lezioni di vita (The Holdovers), regia di Alexander Payne
  - Killers of the Flower Moon, regia di Martin Scorsese
  - Maestro, regia di Bradley Cooper
  - Past Lives, regia di Celine Song
  - Povere creature! (Poor Things), regia di Yorgos Lanthimos
  - La zona d'interesse (The zone of interest), regia di Jonathan Glazer
- 2025
  - Anora, regia di Sean Baker
  - The Brutalist, regia di Brady Corbet
  - A Complete Unknown, regia di James Mangold
  - Conclave, regia di Edward Berger
  - Dune - Parte due (Dune: Part Two), regia di Denis Villeneuve
  - Emilia Pérez, regia di Jacques Audiard
  - Io sono ancora qui (Ainda Estou Aqui), regia di Walter Salles
  - I ragazzi della Nickel (Nickel Boys), regia di RaMell Ross
  - The Substance, regia di Coralie Fargeat
  - Wicked (Wicked: Part I), regia di Jon M. Chu